# 張鑫炎
張鑫炎（1935年6月17日—），香港著名電影導演、監製。

## 生平
生於浙江寧波。1950年來到香港。先後擔任沖洗、剪接、副導工作。1966年，張鑫炎、傅奇聯手拍攝《雲海玉弓緣》。1982年提拔李連杰主演《少林寺》。2014年，第33屆香港電影金像獎中獲頒香港電影金像獎終身成就獎。2021年，第34届中国电影金鸡奖中获得终身成就奖。

## 外部連結
- 張鑫炎在香港影庫上的簡介
- 張鑫炎在豆瓣上的资料（简体中文）